# Città di Belmont
La città di Belmont è una delle 29 local government areas che si trovano nell'area metropolitana di Perth, in Australia Occidentale. Essa si estende su di una superficie di 40 chilometri quadrati ed ha una popolazione di 30.636 abitanti.
A Belmont si trova l'aeroporto di Perth (sia il terminal dei voli nazionali che quello dei voli internazionali).

## Sobborghi
La Local Government Area è composta da 7 sobborghi:
- Ascot
- Belmont
- Cloverdale
- Kewdale
- Perth Airport
- Redcliffe
- Rivervale

## Amministrazione

### Gemellaggi
- Adachi, dal 1984